# Arnoul, grof Chinyja
Arnoul I. (umro 16. travnja 1106.) bio je belgijski plemić, grof Chinyja.

## Biografija
Nije poznato kada je Arnoul rođen. Njegova je majka bila gospa Sofija, a otac grof Luj II., preko kojeg je bio unuk Luja od Verduna. Arnoulov je slavni predak bio francuski grof Herbert II. Nakon smrti grofa Luja II., Arnoul je zavladao kao grof jer je bio najstarije dijete svojih roditelja. Njegov je mlađi brat bio redovnik Manaše. 
Zajedno s grofom Konradom I. od Luksemburga, Arnoul je osnovao opatiju Orval (Abbaye Notre-Dame d'Orval), ali je bio u sukobu s Henrikom od Verduna, koji je bio biskup Liègea, kao i s Henrikovim nasljednikom, Otbertom od Liègea. Arnoul je navodno bio prijatelj Gotfridova unuka, Godefroyja de Bouillona; moguće je da je to izmislio grof Luj V. od Chinyja, koji je dao napisati iznova povijest grofova Chinyja.
Arnoul je pokušao oteti groficu Richilde od Hainauta, ali mu je ona izmakla sakrivši se u opatiji Amdain.

## Djeca
Arnoulove su supruge bile Adela de Ramerupt, Ermengarda i Agneza. Adela i Arnoul su imali djecu:
- Oton II. od Chinyja, očev nasljednik (? — 1131.?)
- Luj
- Hawide,[4] žena Dodona od Consa
- Klemencija, žena Huga od Mirwarta te majka svećenika Lamberta
- Beatrica
- kći

Sin Arnoula i Agneze bio je biskup Verduna Adalbero (? — 1156.).